# Ultimatum
Pour les articles homonymes, voir Ultimatum (homonymie).

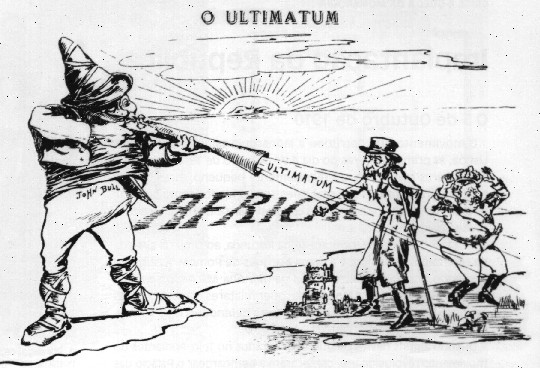
Représentation de l'idée d'ultimatum.

Un ultimatum (en latin, dernière chose) est une exigence définitive formulée par une entité, un groupe ou une personne envers la partie adverse, dont l’accomplissement est requis à l’intérieur d’un délai spécifique et qui s’accompagne d’une menace implicite ou explicite en cas de non-exécution. Un ultimatum est généralement une demande finale qui fait suite  à une série de requêtes. En tant que tel, le délai fixé est habituellement court, et l’exigence est considérée comme n’étant pas négociable.  
La menace qui accompagne un ultimatum peut varier en fonction de la nature de la demande et des circonstances. Par exemple :
- en diplomatie, la menace d’une déclaration de guerre, de la prise d’autres actions militaires, de l’imposition de sanctions telles que des restrictions commerciales ou des embargos. Parmi les ultimatums célèbres, on peut citer celui de l'Autriche-Hongrie à la Serbie le 23 juillet 1914 qui conduit à la Première Guerre mondiale, également celui émis par les puissances alliées à l'intention de l'empire du Japon lors de la conférence de Potsdam en 1945.
- lors d’un enlèvement, la menace par les ravisseurs de tuer les otages, ou par les autorités, de récupérer ces derniers par la force.